# Bosco Jancuglia - Monte Castello
Bosco Jancuglia - Monte Castello este o arie protejată (arie specială de conservare — SAC, sit de importanță comunitară — SCI) din Italia întinsă pe o suprafață de 4.456 ha, integral pe uscat.

## Localizare
Centrul sitului Bosco Jancuglia - Monte Castello este situat la coordonatele 41°44′49″N 15°33′05″E / 41.746944°N 15.551389°E.

## Înființare
Situl Bosco Jancuglia - Monte Castello a fost declarat sit de importanță comunitară în iunie 1995 pentru a proteja 23 de specii de animale. Situl a fost protejat și ca arie specială de conservare în decembrie 2018.

## Biodiversitate
Situată în ecoregiunea mediteraneană, aria protejată conține 2 habitate naturale: Păduri de Quercus ilex și Quercus rotundifolia, Pajiști uscate seminaturale și facies de acoperire cu tufișuri pe substraturi calcaroase (Festuco-Brometalia) (* situri importante pentru orhidee).
La baza desemnării sitului se află mai multe specii protejate:
- păsări (21): ciocârlie-de-câmp (Alauda arvensis), fâsă-de-câmp (Anthus campestris), cucuvea (Athene noctua), caprimulg (Caprimulgus europaeus), șerpar (Circaetus gallicus), presură de munte (Emberiza cia), Emberiza melanocephala, Falco biarmicus, sfrâncioc roșiatic (Lanius collurio), sfrânciocul cu frunte neagră (Lanius minor), ciocârlie de pădure (Lullula arborea), ciocârlie de bărăgan (Melanocorypha calandra), mierlă albastră (Monticola solitarius), pietrar mediteranean (Oenanthe hispanica), sitar de pădure (Scolopax rusticola), Sylvia conspicillata, sturzul viilor (Turdus iliacus), mierlă (Turdus merula), sturz-cântător (Turdus philomelos), sturz (Turdus pilaris), strigă (Tyto alba)
- amfibieni (1): Triturus carnifex
- reptile (1): șarpele cu patru dungi (Elaphe quatuorlineata)

Pe lângă speciile protejate, pe teritoriul sitului au mai fost identificate 20 de specii de plante, 3 specii de amfibieni, 5 specii de reptile.